# Panchrysia v-argenteum
A Panchrysia v-argenteum a rovarok (Insecta) osztályának a lepkék (Lepidoptera) rendjéhez, ezen belül a bagolylepkefélék (Noctuidae) családjához tartozó faj.

## Elterjedése
Európában - az Alpok déli völgyeit kivéve - Görögországig elterjedt, de sok területen ritka. Németországban csak Bajorországban fordul elő, veszélyeztetett faj, rendkívül ritka fajként tartják nyilván. Inkább a száraz, meleg élőhelyeket kedveli.

## Megjelenése
- lepke:  36–44 mm szárnyfesztávolságú,  az első szárnyak  vörösesbarnák, ezüst színű foltokkal és "V"-vonallal díszítettek. A gesztenyebarna középső mezőben sötétbarna, világosbarna, rózsaszín és sárga színű foltok találhatók. A hátsó szárnyak szürkés-barnák.  A teste szőrös.
- hernyó: zöld, és egy-két sötét, hullámos vonallal mintázott.

## Életmódja
- nemzedék:  két nemzedékes faj, májustól szeptemberig rajzik.
- hernyók tápnövényei: borkórófélék (Thalictrum) erdei galambvirág (Isopyrum thalictroides)

## Fordítás
- Ez a szócikk részben vagy egészben  az   Espers Wiesenrauten-Silbereule című német Wikipédia-szócikk fordításán alapul.  Az eredeti cikk szerkesztőit annak laptörténete sorolja fel. Ez a jelzés csupán a megfogalmazás eredetét és a szerzői jogokat jelzi, nem szolgál a cikkben szereplő információk forrásmegjelöléseként.